# Питер О’Тул
Питер Шејмус О’Тул (енгл. Peter Seamus O’Toole; Конемара, 2. август 1932 — Лондон, 14. децембар 2013) био је ирски глумац.
Одгајен у Лидсу у Енглеској у јоркширској ирској породици.  Студирао је на Краљевској академији драмских уметности у Лондону и почео је да наступа у позоришту стекавши репутацију у представама по делима Вилијама Шекспира. Дебитовао је на филму 1959. године.
Светску славу је стекао улогом Лоренса од Арабије у истоименом филму Дејвида Лина из 1962. године. Осам пута је био номинован за награду Америчке филмске академије за улоге у филмовима Лоренс од Арабије, Бекет (1964), Зима једног лава (1968), Збогом господине Чипс (1969), Владајућа класа (1972), Каскадер (1980), Моја омиљена година (1982) и Венера (2006); држи рекорд са највише номинација без освојене награде. Освојио је четири награде Златни глобус, по једну награду Еми и БАФТА, а добитник је почасног Оскара за животно дело 2003. године. О’Тул се појавио на листама највећих глумаца по избору публикација у Енглеској и Ирској. Године 2020, он се нашао се на 4. месту на списку највећих ирских филмских глумаца листа Ирски тајмс.

## Ране године
Питер Шејмус О’Тул је рођен 2. августа 1932. године, као син Констанс Џејн Елиот (рођене Фергусон), шкотске медицинске сестре, и Патрика Џозефа „Спатса” О’Тула, ирског елекролизера, фудбалера и кладионичара. Неки извори наводе као његово родно место ирску регију Конемара, док други наводе Универзитетску болницу Сент Џејмс у енглеском граду Лидс. О’Тул је тврдио да није сигуран које је његово место или датум рођења, напомињући у својој аутобиографији да је 2. август прихватио као свој датум рођења, али да је имао извод из матичне књиге рођених из обе земље, при чему је ирски извод наводио датум јуна 1932. Он је имао старију сестру по имену Патриција. Записи из матичног уреда Лидса потврђују да је тамо рођен Петер Џ (Џејмс) О’Тул 1932. године. Он је одрастао је у предграђу Ханслет на југу Лидса. Када је имао годину дана, његова породица започела је петогодишњу турнеју по великим градовима с тркалиштима у северној Енглеској. Он и његова сестра васпитани су у католичкој вери свог оца. О’Тул је евакуисан из Лидса почетком Другог светског рата, и похађао је католичку школу седам или осам година, а затим средњу школу Светог Џозефа, непосредно поред Лидса. Касније је изјавио, „Ја сам се некада плашио од монахиња: цело њихово порицање женствености - црне хаљине и бријање косе - било је тако ужасно, тако застрашујуће. [...] Наравно, то је све било заустављено. Оне сада пијуцкају џин и тоник у пабовима у Даблину, и пар њих је бљеснуло својим лепим чланцима преда мном пре неки дан."
По завршетку школе, О’Тул се запослио као новинар приправник и фотограф у Јоркшир ивнинг посту, све док није позван у националну службу као сигналиста у Краљевској морнарици. Као што је објављено у радио интервјуу 2006. године на НПР, један официр га је питао да ли има нешто што је одувек желео да уради. Одговорио му је да је одувек желео да буде песник или глумац. Он је похађао Краљевску академију драмске уметности (RADA) од 1952. до 1954. године са стипендијом. До тога је дошло након што га је одбила драмска школа Опатијског позоришта у Даблину где је режисер био Ернест Блајт, јер није могао да говори ирски језик. На Краљевској академији је био у истој класи као и Алберт Фини, Алан Бејтс и Брајан Бедфорд. О’Тул је ово описао као „најневероватнију класу коју је академија икад имала, мада нас у то време нису пуно зарезивали. Сви смо сматрани луцкастим.”

## Филмографија
| Улоге Питера О’Тула |                            |                                        |                                                             |          |
| Година              | Српски назив               | Изворни назив                          | Улога                                                       | Напомена |
| 1960.               |                            |                                        | Robin MacGregor                                             |          |
| 1960.               |                            |                                        | Captain Fitch                                               |          |
| 1960.               |                            |                                        | First Trooper                                               |          |
| 1962.               | Лоренс од Арабије          |                                        | Томас Едвард Лоренс                                         |          |
| 1964.               | Бекет                      |                                        | Хенри II                                                    |          |
| 1965.               | Лорд Џим                   |                                        | Lord Jim                                                    |          |
| 1965.               | Шта има ново, мачкице?     |                                        | Michael James                                               |          |
| 1965.               |                            |                                        |                                                             |          |
| 1966.               | Како украсти милион долара |                                        | Simon Dermott                                               |          |
| 1966.               |                            |                                        | The Three Angels                                            |          |
| 1967.               | Ноћ генерала               |                                        | General Tanz                                                |          |
| 1967.               | Казино Ројал               |                                        | Piper                                                       |          |
| 1968.               | Зима једног лава           |                                        | Хенри II                                                    |          |
| 1968.               |                            |                                        | Capt. Charles Edstaston                                     |          |
| 1969.               | Збогом, господине Чипс     |                                        | Arthur Chipping                                             |          |
| 1970.               |                            |                                        | Sir Charles Ferguson                                        |          |
| 1971.               | Марфијев рат               |                                        | Murphy                                                      |          |
| 1972.               |                            |                                        | Captain Tom Cat                                             |          |
| 1972.               |                            |                                        | Jack Gurney, 14th Earl of Gurney                            |          |
| 1972.               |                            |                                        | Don Quixote de La Mancha/Miguel de Cervantes/Alonso Quijana |          |
| 1975.               |                            |                                        | Larry Martin                                                |          |
| 1975.               | Ја, Петко                  |                                        | Robinson Crusoe                                             |          |
| 1976.               |                            |                                        | Liviu                                                       |          |
| 1976.               |                            |                                        | Sir Robert Thorndyke                                        |          |
| 1978.               |                            |                                        | Colonel Zeller                                              |          |
| 1979.               | Зора Зулуа                 |                                        | Lord Chelmsford                                             |          |
| 1979.               | Калигула                   |                                        | Тиберије                                                    |          |
| 1980.               | Каскадер                   |                                        | Eli Cross                                                   |          |
| 1982.               |                            |                                        | Alan Swann                                                  |          |
| 1983.               |                            | Sherlock Holmes and the Valley of Fear | Sherlock Holmes                                             |          |
| 1983.               |                            | Sherlock Holmes and a Study in Scarlet | Sherlock Holmes                                             |          |
| 1983.               |                            | Sherlock Holmes and the Sign of Four   | Sherlock Holmes                                             |          |
| 1984.               |                            |                                        | Zaltar                                                      |          |
| 1985.               |                            |                                        | Harry                                                       |          |
| 1986.               |                            |                                        | Governor Anthony Cloyden Hayes                              |          |
| 1987.               | Последњи кинески цар       |                                        | Reginald Johnston                                           |          |
| 1988.               |                            |                                        | Peter Plunkett                                              |          |
| 1989.               |                            |                                        | Prof. Yan McShoul                                           |          |
| 1990.               |                            |                                        | Prince Meleagre                                             |          |
| 1990.               |                            |                                        | Cesar Valentin                                              |          |
| 1990.               |                            |                                        | Pantaloon                                                   |          |
| 1991.               |                            |                                        | Sir Cedric Charles Willingham                               |          |
| 1992.               |                            |                                        | Lord Sarn                                                   |          |
| 1992.               |                            |                                        | Maj. Lyautey                                                |          |
| 1993.               |                            |                                        | Emil Saber                                                  |          |
| 1997.               |                            |                                        | Артур Конан Дојл                                            |          |
| 1998.               |                            |                                        | Dr. Timothy Flyte                                           |          |
| 1999.               |                            |                                        | Mr. Ravenscroft                                             |          |
| 1999.               |                            |                                        | William Williamson                                          |          |
| 2002.               |                            |                                        | Lord Charles Foxley                                         |          |
| 2002.               |                            |                                        | J.J. Curtis                                                 |          |
| 2003.               |                            |                                        | Colonel Blount                                              |          |
| 2004.               | Троја                      |                                        | Пријам                                                      |          |
| 2005.               |                            |                                        | The Duke                                                    |          |
| 2006.               |                            |                                        | Maurice                                                     |          |
| 2006.               |                            |                                        | Samuel, the Prophet                                         |          |
| 2007.               | Мућкалица                  |                                        | Anton Ego                                                   |          |
| 2007.               | Звездана прашина           |                                        | Lord of Stormhold                                           |          |
| 2007.               |                            |                                        | Glen Wessler                                                |          |